# Geolyces convexaria
Geolyces convexaria är en fjärilsart som beskrevs av Paul Mabille 1890. Geolyces convexaria ingår i släktet Geolyces och familjen mätare. Inga underarter finns listade i Catalogue of Life.